# Samodães
Samodães ist eine Gemeinde (Freguesia) im portugiesischen Kreis Lamego. In ihr leben 172 Einwohner (Stand 19. April 2021).